# Schloss Frauenfeld

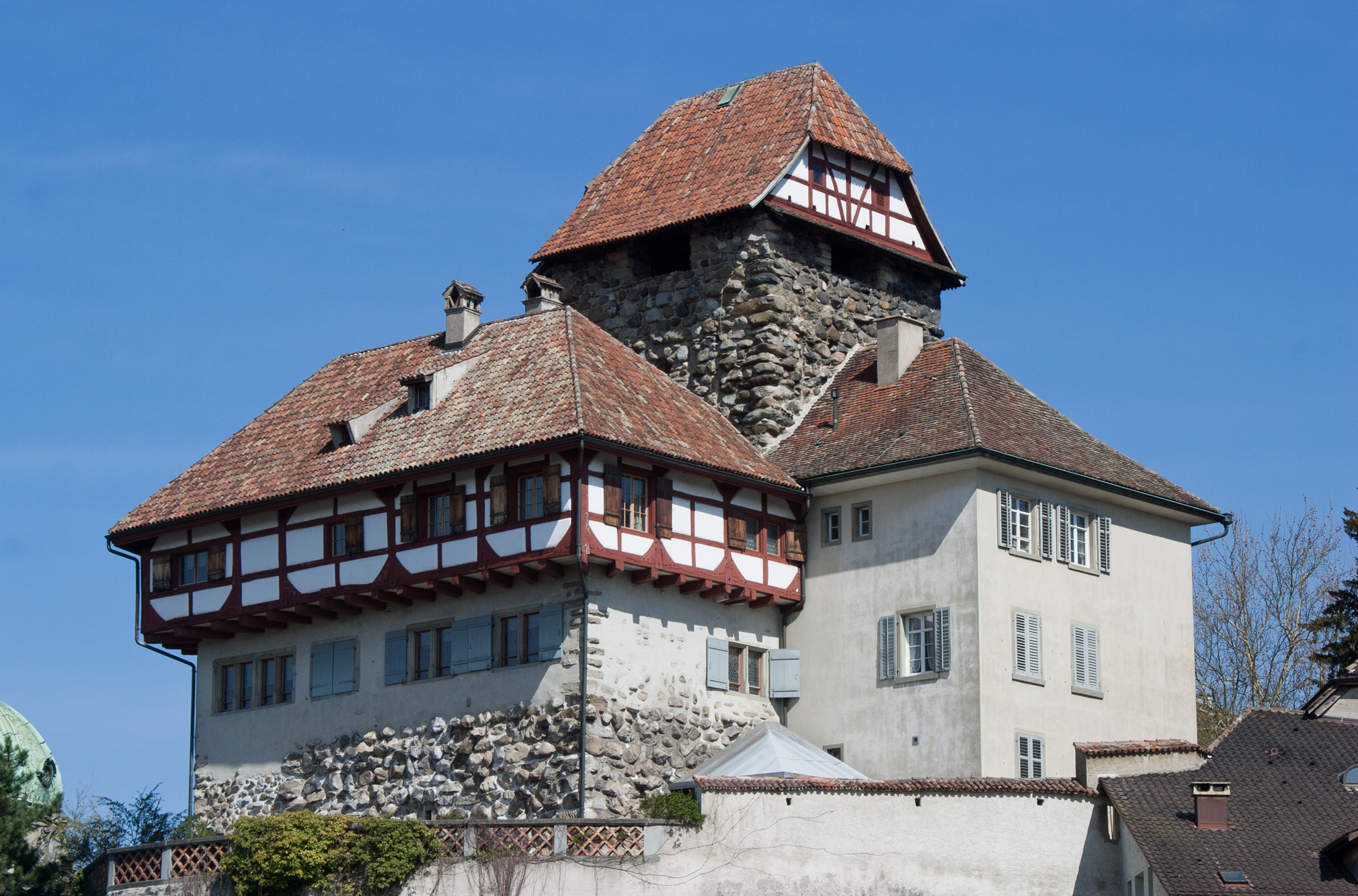
Schloss Frauenfeld von Südwesten

Das Schloss Frauenfeld liegt im Südwesten der Frauenfelder Altstadt über dem Ufer der Murg in der Schweiz. Der 19 Meter hohe Bergfried aus grossformatigem Mauerwerk wurde im ersten Drittel des 13. Jahrhunderts errichtet, im 14. Jahrhundert kamen weitere Anbauten hinzu. Die Burg stand innerhalb der Stadtmauer, war aber durch einen Graben abgetrennt.

## Geschichte

### Mittelalter

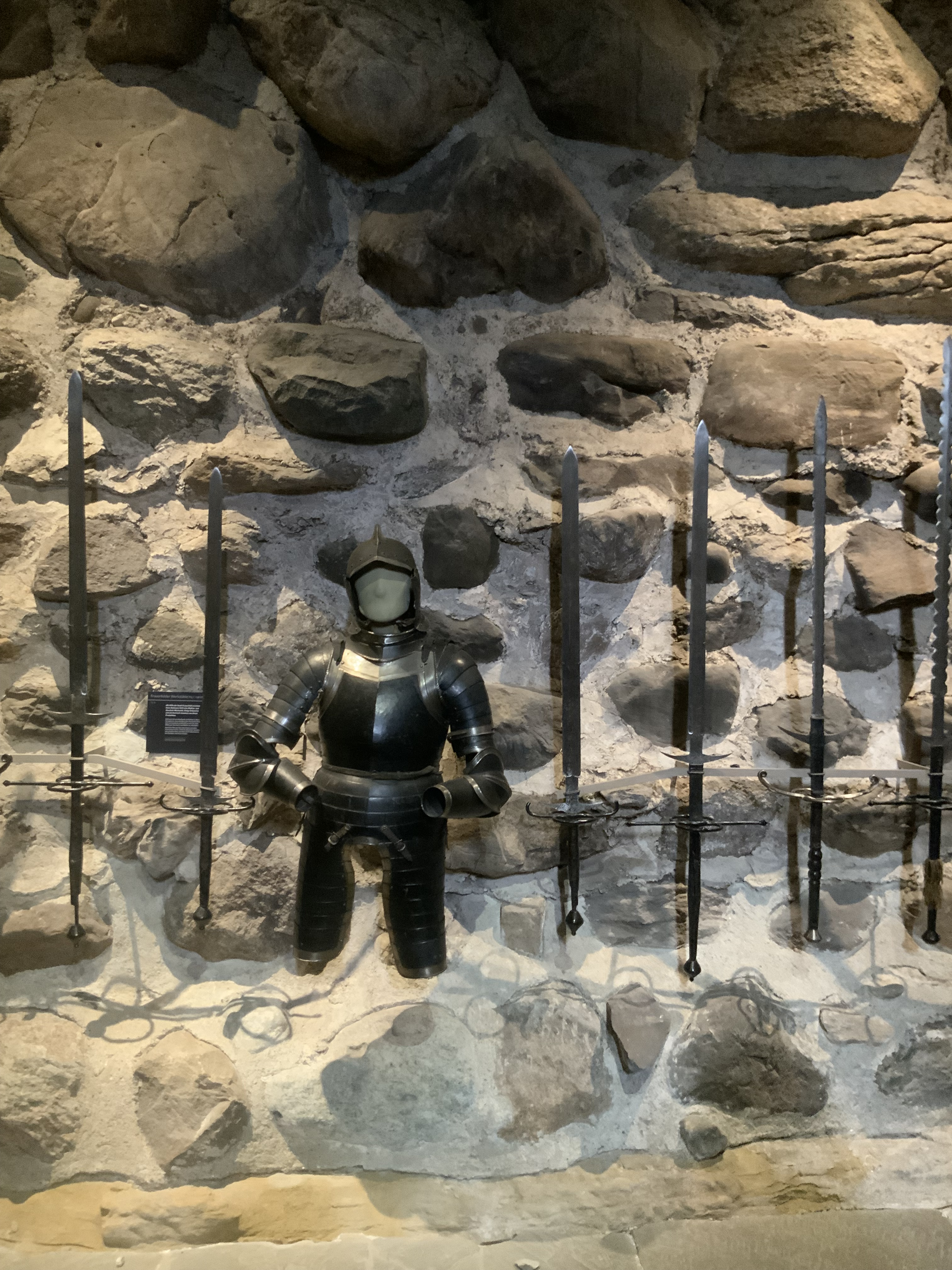
Fuss des Bergfrieds auf dem Sandsteinfelsen

Seit 1094 waren die Kyburger die Herren der Landgrafschaft Thurgau. Um 1230 bauten sie zur Stärkung ihrer Herrschaft einen starken Wehrturm auf dem Molassefelsen über der Murg. Der aus grossen Findlingen gebaute Turm bildet heute den Mittelpunkt des Schlosses. Der Eingang, ursprünglich über eine Holzlaube zugänglich, lag auf der Höhe des heutigen zweiten Stockwerks. Bis heute betritt man durch ihn das Turmgelass. Der kleine Raum mit seinen dicken Mauern und zwei kleinen Fensterchen (eines wurde später verbaut) war durch ein offenes Kaminfeuer heizbar. Die eichenen Deckenbalken dieses Raumes wurden dendrochronologisch auf etwa 1231 datiert, jene des darüber liegenden Geschosses auf 1235. Auf allen vier Seiten des Turms waren aussen auf der Höhe des zweiten Stockes hölzerne Aussenlauben angebracht. Davon zeugen an den Fassaden je drei Balkenlöcher von Tragbalken und die Balkenabdrücke oder Überreste von vier senkrechten Führungshölzern. Gleichzeitig mit dem Turm wurde an der Murgseite des Wehrturms der so genannte Murgturm, eigentlich der Palas, angebaut, der die Wohnräume enthielt. Auf dem aus Findlingen gemauerten Sockel stand wohl ein hölzernes Blockhaus. Hier befand sich auf Höhe des ersten Stocks der Eingang zum Palas. Durch eine noch heute erkennbare Öffnung in der dendrochronologisch auf 1235 datierten Balkendecke des heutigen Waffenkellers war dieser untere, damals ebenfalls bewohnbare Raum zugänglich. Da zwischen dem etwas weniger gesicherten Palas und dem Wehrturm keine direkte Verbindung bestand, hätte man sich bei Gefahr in den Turm zurückziehen können.
1264 starben die Kyburger aus. Rudolf von Habsburg (1218 bis 1291) beerbte sie. Das Schloss wurde auf der Seite um einen Zwinger, vermutlich mit Wehrgang und hölzernem Aufbau, erweitert. 1273 erlangte Rudolf von Habsburg die deutsche Königswürde, das Schloss wurde zum Sitz eines habsburgisch-österreichischen Verwalters. Unter König Albrecht (1248 bis 1308) war Jakob von Frauenfeld (gefallen in der Schlacht am Morgarten 1315) Landvogt im Schloss, stieg aber zum Hofmeister des Königs auf und hielt sich deshalb wohl selten in Frauenfeld auf. Nikolaus Hofmeister († 1344), Sohn von Jakob von Frauenfeld und ab 1334 Bischof von Konstanz, liess die Schlosskapelle verlängern. Der Zwinger erhielt nochmals einen neuen zweistöckigen Aufbau, dessen Aussenmauern noch heute teilweise erhalten sind.

### Frühe Neuzeit
Gegen Ende des 14. Jahrhunderts verkauften die Hofmeister das Schloss an die Herren von Hohenlandenberg. Diese hoben nach dem vergeblichen Angriff der Appenzeller von 1407 einen tiefen Graben zwischen Schloss und Stadt aus und umgaben es mit einer stellenweise doppelten starken Ringmauer. Das Türchen in der inneren Mauer, das zum unteren Schlossgarten führte, ermöglichte es dem Schlossherren, die Burg auch bei geschlossenen Stadttoren zu verlassen. Das Schloss erhielt nun den geriegelten, vorkragenden Aufbau, der ihm sein charakteristisches Aussehen verleiht. Gleichzeitig brach man den ersten ebenerdigen Eingang neben dem Wehrturm aus, der noch heute benutzt wird. Die ehemalige Kapelle neben dem Schloss wurde zu einem Wohnbau, und gegen das heutige Rathaus entstand eine Scheune. 1460 eroberten die Eidgenossen den Thurgau und bauten allmählich ihre Herrschaft auf. Erst nach dem Schwabenkrieg von 1499 residierten die sich in zweijährigem Turnus ablösenden Landvögte dauernd im Thurgau.
1534 erwarben die Eidgenossen das Schloss von den verarmten Landenbergern. Fortan hatten die Landvögte darin ihren Sitz. Sie liessen die Fenster vergrössern und richteten im zweiten Stock den grossen Gerichtssaal ein, liessen wohl auch den Gang im zweiten Stock und die Herrenstube vornehm ausmalen. Wesentliche Änderungen wurden keine mehr vorgenommen. Alle zwei Jahre kam ein neuer Landvogt, im Turnus aus den sieben Alten Orten Zürich, Luzern, Uri, Schwyz, Unterwalden, Zug und Glarus. Ab 1712 beteiligte sich auch Bern an der Herrschaft. Der wichtigste Hausrat blieb im Schloss, damit nicht jeder neue Landvogt welchen mitbringen musste.

### Spätere Nutzung
Der alten Herrschaft bereitete 1798 die Französische Revolution das Ende; die Landvögte kamen nicht mehr. 1803 fiel das Schloss dem nun selbständigen Kanton Thurgau zu, der es zunächst für Wohnungen verwendete. Ab Mitte 1809 diente es als provisorische Zucht- und Arbeitshausanstalt. 1811 war die Zuchthausphase des Schlosses vorbei: die Anstalt wurde nach Tobel verlegt. Vom folgenden Jahr an diente das Schloss als Amtsgebäude für die Staatskasse, und Regierungsrat Johann Conrad Freyenmut (1775–1843) hatte zugleich seine Wohnung darin. 1834 baute der Kanton den Gebäudeteil gegen das Rathaus an, um die Finanzverwaltung im Schloss unterzubringen. In den Turm baute man den Staatstresor ein. Wenig später füllte man den unteren Schlossgarten und den Burggraben auf und brach die äussere Ringmauer ab, während man die innere niedriger machte. Zudem wurde die Schloss-Remise im Hof gegen das Rathaus erstellt, für deren Rückseite die alte Stadtmauer diente.
Mit dem Bau des Regierungsgebäudes von 1864 bis 1866 wurde das Schloss als Verwaltungssitz überflüssig und vom Kanton verkauft. Dank dem Widerstand aus der Bevölkerung kam der Verkauf an die Thurgauische Hypothekenbank nicht zustande, die es abgebrochen und an seiner Stelle einen Neubau errichtet hätte. 1867 kaufte Oberrichter Johann Jakob Bachmann-Wegelin in Stettfurt das Schloss für seinen Sohn Jakob Huldreich Bachmann, der darin Wohnungen einrichtete und mindestens bis 1895 mit seiner Familie auch selber im Schloss wohnte. Dessen Tochter Marie Elise Bachmann vererbte es 1955 dem Kanton mit der Bedingung, darin das Historische Museum unterzubringen.
Im Jahre 1960, als der Thurgau 500 Jahre Zugehörigkeit zur Eidgenossenschaft feierte, war das Schloss innen und aussen fertig restauriert, das Museum mit der Ausstellung der ur- und frühgeschichtlichen sowie der historischen Sammlung, darunter der Frauenfelder Mitra, eingerichtet. Im zweiten Geschoss wurde ein Bachmannzimmer mit Objekten der Familie eingerichtet.

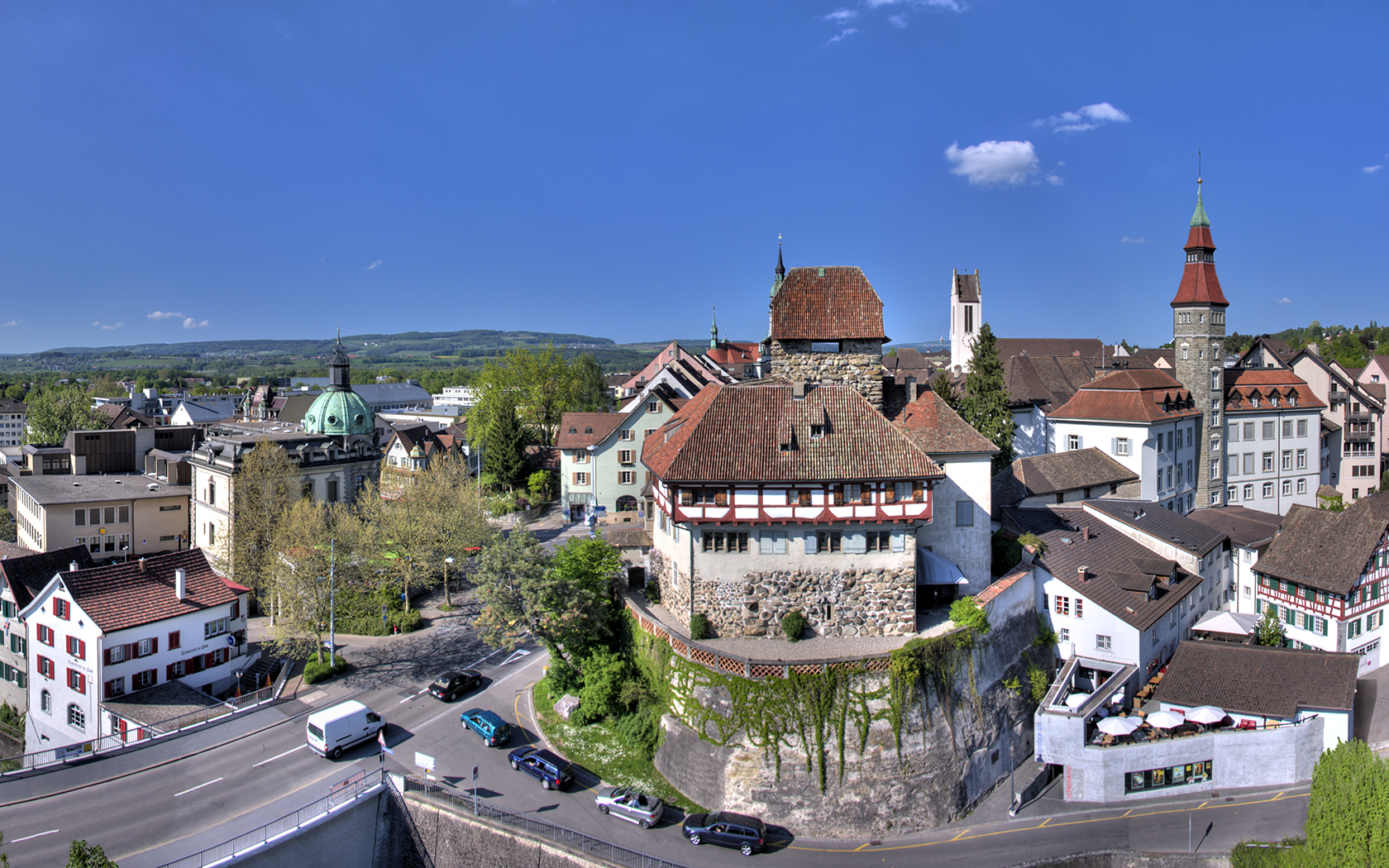
Schloss mit näherer Umgebung
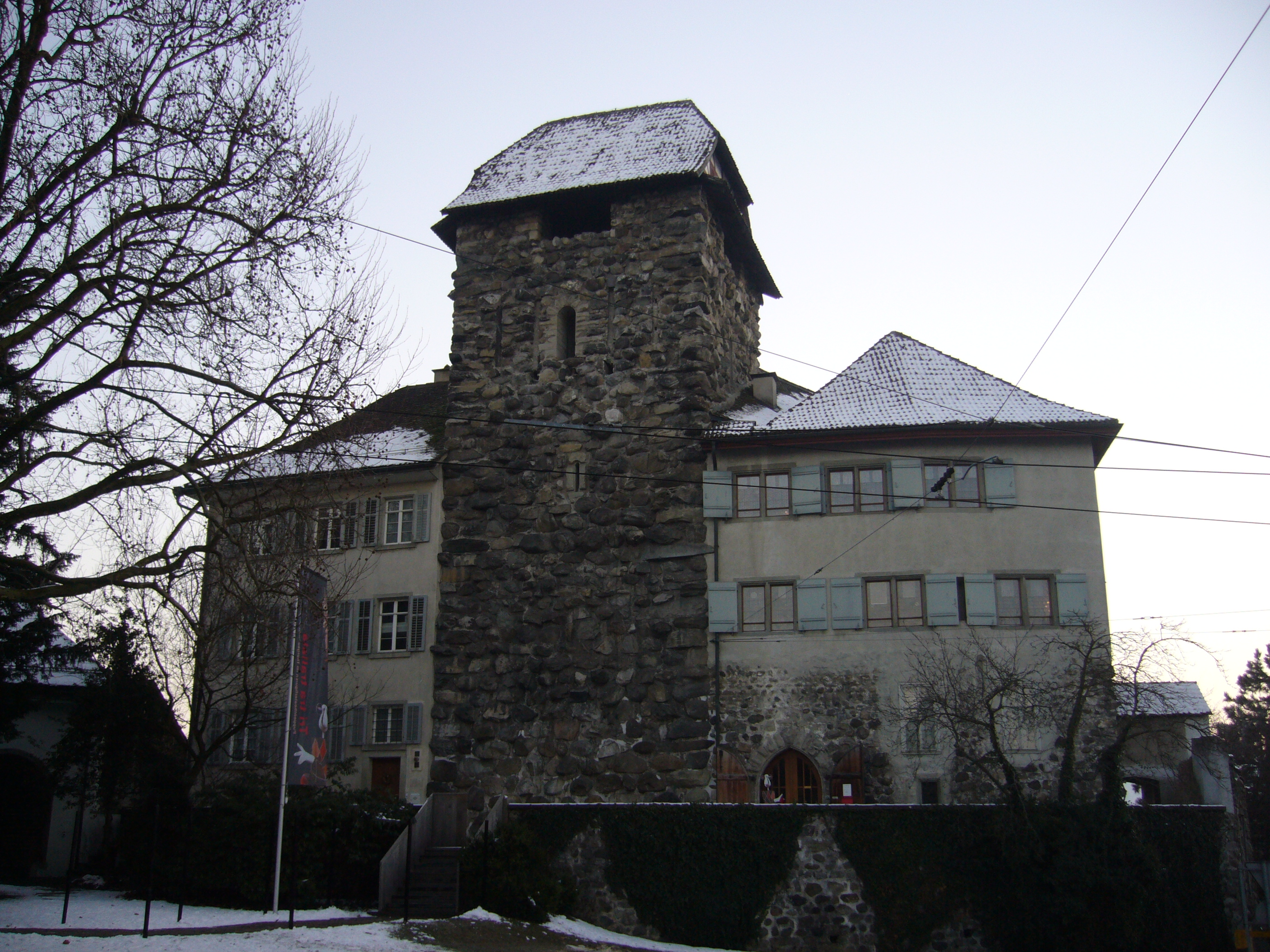
Nord-Fassade im Winter